# Италмазов, Бабанияз Овлякулиевич
Бабанияз Овлякулиевич Италмазов (туркм. Babanyýaz Italmazow) — туркменский государственный деятель.

## Дата и место рождения
Родился в 1966 г. в поселке Гарабекаул Лебапского велаята.

## Образование и специальность
Образование высшее.
В 1992 г. окончил Брянский технологический институт, по специальности — инженер-строитель.

## Карьера
Трудовую деятельность начал в 1992 г. заведующим отделом хякимлика Азатлыкского этрапа города Ашхабад. Далее работал ведущим специалистом по техническому контролю предприятия «Энергохызмат» концерна «Туркменэнергогурлушык», исполняющим обязанности директора хозяйственного общества «Милли олимпия спорт кошги», главным специалистом сектора строительства и строительной индустрии Отдела экспертизы и развития строительства. Позднее занимал должность заведующнго сектором, затем заведующего Отделом строительства, коммунального хозяйства и внедрения передового опыта Кабинета министров Туркменистана.
08.07.2011 — 06.07.2012 — министр промышленности строительных материалов Туркменистана.
06.07.2012 — 12.07.2013 — министр промышленности Туркменистана.
12.07.2013 — 07.07.2014 — заместитель Председателя Кабинета министров Туркменистана.

## Награды и звания
сведений нет

## Семья
сведений нет